# Voorzieningen (boekhouden)
Een voorziening is boekhoudkundig een grootboekrekening waarop meestal periodiek bedragen worden geboekt met als oogmerk het saldo op enig moment in de toekomst aan te wenden voor het doel waar de voorziening oorspronkelijk voor gevormd werd, bijvoorbeeld groot onderhoud gebouwen, voor pensioen in eigen beheer of oninbare vorderingen.
Een voorziening maakt deel uit van het vreemd vermogen.
De post voorziening(en) staat meestal aan de passivazijde van de balans, behalve die voor debiteuren en voorraad, die recht onder het activum moeten staan. In het systeem van het dubbel boekhouden vindt de periodieke toevoeging plaats met de journaalpost 4.. kostenrekening / aan 0.. voorziening waarmee een permanentie van de kosten wordt bereikt.
De (gedeeltelijke) opname van een voorziening vindt plaats met journaalposten als 0.. voorziening / aan 1.. liquide middelen, 0.. voorziening / aan 1.. dubieuze debiteuren.
Omdat de kostenboeking het belastbare winstsaldo drukt, moet de vorming en het gebruik van een voorziening voldoen aan de eisen in de wet gesteld. Zo mag een voorziening slechts worden gebruikt voor het doel waarvoor zij oorspronkelijk werd gevormd. Kan dit doel niet (meer) worden bereikt dan moet het saldo alsnog ten gunste van het resultaat worden gebracht.

## Winststuring
Uit het voorzichtigheidsprincipe volgt dat een voorziening moet worden genomen, zodra, naar de inschatting van de leiding van de onderneming, een onafwendbaar risico zich voordoet, dat in de toekomst tot kosten zal leiden. Denk hierbij aan de kosten van een reorganisatie. De hoogte van de dotatie aan de voorziening is in sterke mate afhankelijk van de houding van de leiding van de onderneming in dezen. Je kunt hierbij een optimistische kijk hebben of een pessimistische. Beide zijn (mits onderbouwd) aanvaardbaar. Dit geeft natuurlijk grote mogelijkheden tot winststuring. Wordt er een jaar verlies gedraaid, dan kan een grote dotatie aan de voorzieningen worden toegevoegd. Dan wordt het verlies weliswaar nog groter, maar het jaar erop vallen de kosten ineens heel erg mee. Het is mede de taak van de accountant om erop toe te zien dat hier niet mee wordt gesjoemeld.